# Новогрудське гето
53°35′00″ пн. ш. 25°49′00″ сх. д. / 53.5833333333° пн. ш. 25.8166666667° сх. д.
Новогрудське гетто було створено в грудні 1941 року в Новогрудку Білоруської РСР (нинішня Білорусь) під час Голокосту. Майже всі його жителі були вбиті - вижили лише 350, а 10 тисяч загинули.

## Заснування
До початку Другої світової війни в місті Новогрудку, що було тоді Другою Польською Республікою, проживало приблизно 6000 євреїв. Після початку операції «Барбаросса» 22 червня 1941 року місто було окуповане нацистською Німеччиною 4 липня. Відразу після початку окупації євреї були зобов’язані носити вшиті зірки Давида як ідентифікацію.
Відразу після початку окупації 100 євреїв вивели на вулицю, де вишикували, а кожного другого розстріляли. 14 липня 1941 року 52 євреї були виведені з ринкової площі та страчені на міському єврейському кладовищі.
6 грудня 1941 року єврейському населенню Новогрудка було наказано зібратися в будівлі міського суду, де їх зачинили на ніч. Наступного ранку 500 євреїв вивезли з будівлі суду до сусіднього села Скридлево, де згодом стратили.
Того місяця вціліле населення було розділено на два окремих гетто міста; один на вулиці Мінській, а інший на вулиці Пересець, кожен обгороджений дерев’яним парканом і колючим дротом. Населення цих гетто виконувало примусову роботу. Понад 8000 євреїв з околиць були вигнані в гетто на вулиці Пересець.

## Ліквідація
Робота зі знищення населення гетто розпочалася негайно; лише 8 грудня 1941 року було вбито 2990 євреїв. Акції, пов’язані з масовими вбивствами євреїв, також не обмежувалися вермахтом: 7 серпня 1942 року 36-й естонський поліцейський батальйон також брав участь у вбивствах, а 11-й литовський допоміжний поліцейський батальйон 8-го вбив 3000 мешканців гетто. Грудень 1941 р.
7 травня 1943 року було розстріляно 300 осіб, переважно жінок і дітей. У липні 1942 року було ліквідовано гетто на вулиці Пересець, а восени 1943 року та ж доля спіткала гетто на вулиці Мінська. З моменту створення Новогрудського гетто в грудні 1941 року до остаточного знищення гетто на Мінській вулиці було вбито загалом 10 000 євреїв. В живих залишилося не більше 350 жителів.

## Опір і Праведники народів світу

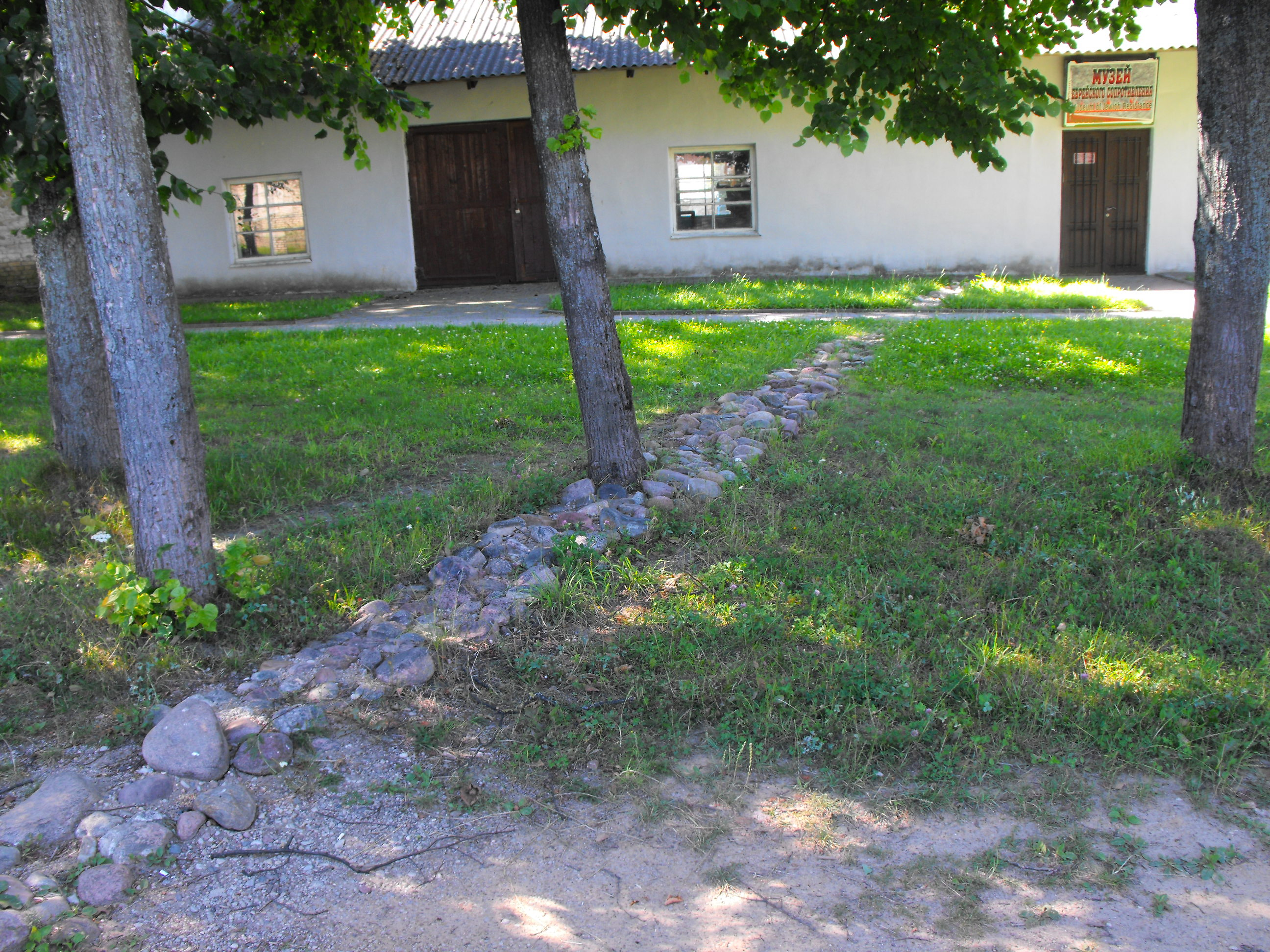
Ділянка тунелю, яким втекли мешканці гетто, позначена камінням.

У квітні 1942 року почалися втечі з Новогрудського гетто. У середині травня 1943 року мешканці гетто, які залишилися, на чолі з Райхель Кушнер (бабусею Джареда Кушнера) почали рити тунель з гетто, який згодом виросте до понад 250 метрів у довжину. Через п’ять місяців після початку робіт 232 людини втекли через тунель, починаючи з 26 вересня 1943 року. З 232 осіб, які втекли через тунель, понад 100 приєдналися до партизанів Бєльського, інші — до інших загонів. Як повідомляє Білоруське телеграфне агентство, втеча стала найбільшою в Європі.
13 жителям Новогрудка офіційний меморіальний центр Голокосту Ізраїлю Яд Вашем присвоїв звання Праведників народів світу. Серед них був і Канстанцін Казлоўскі, який разом із синами Гєнадзом і Володимиром врятував 500 євреїв, у тому числі 7 мешканців Новогрудського гетто , і Барбара Тарнецька, яка врятувала двох мешканців гетто. 

## Спадщина
Повного списку жертв Новогрудського гетто не опубліковано, але створено неповні. Будівля, яка раніше містила вхід до тунелю, тепер містить Музей єврейського опору в Новогрудку, а пам’ятники були встановлені на трьох місцях масових вбивств (вулиця Мінська, за два кілометри від межі міста та біля Скридлевого) Джеком Каганом, який вижив, у 1993 році. і 1995р. У 2017 році в місті встановили пам'ятник 12-річній жертві Міхле Сосновській, яку застрелили німецькі поліцейські.